# 智利海隆
智利海隆或智利海岭是一个纳斯卡和南极板块边缘的大洋中脊。其东端是智利三联点。智利海隆在此开始俯冲向下至秘鲁-智利海沟的南美板块。向西至胡安·费尔南德斯小板块三连点以南，在此其与东太平洋海隆相交。